# شارلوته موريل
شارلوته موريل (بالفرنسية: Charlotte Morel)‏ هي تريثلت فرنسية، ولدت في 16 يناير 1989 في دراغينيان في فرنسا.

## وصلات خارجية
- شارلوت موريل على موقع اتحاد الترياتلون الدولي (الإنجليزية)
- شارلوت موريل على موقع IAT Triathlon Database (الإنجليزية)